# Fuerza de Defensa Aérea Territorial de Argelia
La Fuerza de Defensa Aérea Territorial de Argelia (FDATA) (en francés: Forces de défense Aérienne du Territoire, en árabe: قوات الدفاع الجوي عن الإقليم) es un servicio armado y una rama del Ejército Nacional Popular de Argelia, las Fuerzas armadas de Argelia. La FDATA es una de las cuatro ramas de servicio de las Fuerzas Armadas de Argelia, junto con el Ejército, la Armada Nacional de Argelia y la Fuerza Aérea Argelina. La FDATA es la encargada de proteger el espacio aéreo argelino. El comandante actual de la FDATA, es el General Amer Amrani.

## Formación
La escuela militar superior de las Fuerzas de Defensa Aérea (en francés: École Supérieure de la Défense Aérienne du Territoire) está ubicada en Reghaïa, en la 1.ª Región militar de Argelia. La escuela ofrece formación en ingeniería. La FDATA fue creada en 1988, luego de ser separada del Comando del Ejército de tierra, actualmente está bajo el mando del comandante de las fuerzas de defensa aérea de la región militar.

## Equipamiento
El equipamiento de la FDATA incluye el misil S-300, el sistema de defensa antiaérea Pantsir-S1, el sistema de misiles Tor-M1, el sistema de misiles 2K12 Kub, el misil Buk, el misil S-125 Neva/Pechora, el misil 9K33 Osa, el sistema de Artillería antiaérea autopropulsada ZSU-23-4, armado con cañones automáticos de 23mm y equipado con el radar 1RL33, y  el sistema de defensa aérea portátil 9K32 Strela-2. La FDATA tiene muchos tipos de radar. Actualmente hay tres brigadas de defensa antiaérea, y cinco regimientos de misiles tierra-aire, armados con misiles tierra-aire SAM S-75 Dvina, S-125 Neva/Pechora, 2K12 Kub y S-300PMU-1. En 2006, el Estado mayor argelino pensaba que las capacidades del comando de defensa antiaérea serían impulsadas por la entrega por parte de Rusia de varios sistemas de misiles de defensa antiaérea S-300PMU2 "Favorit". La primera batería de misiles SAM S-300 ordenada por Argelia, fue entregada en 2008.
| Imagen | Nombre             | Origen | Tipo                                                 | Unidades                              |
| ------ | ------------------ | ------ | ---------------------------------------------------- | ------------------------------------- |
|        | S-300              | Rusia  | SAM de largo alcance / ABM.                          | 32 lanzaderas con 4 misiles cada una. |
|        | Buk-M2             | Rusia  | SAM de alcance medio.                                | 48 lanzaderas con 4 misiles cada una. |
|        | 2K12 Kub           | Rusia  | SAM de alcance medio.                                |                                       |
|        | Pantsir-S1         | Rusia  | SHORAD / Defensa antiaérea de corto y medio alcance. | 38 sistemas.                          |
|        | S-125 Neva/Pechora | Rusia  | SAM de corto y medio alcance.                        | 36 sistemas.                          |
|        | 9K31 Strela        | Rusia  | SAM de corto alcance.                                | 20 sistemas.                          |
|        | ZSU-23-4           | Rusia  | Artillería antiaérea autopropulsada (AAA).           | 225 unidades.                         |
|        | ZU-23-2            | Rusia  | Cañón automático antiaéreo.                          |                                       |